# Piedecuesta
Piedecuesta ist eine Gemeinde (municipio) im Departamento Santander in Kolumbien. Sie liegt 17 Kilometer südlich von Bucaramanga und ist Teil der Metropolregion Bucaramanga.

## Geographie
Piedecuesta liegt in der Provinz Soto im Norden von Santander auf einer Höhe von ungefähr 1000 Metern und hat eine Jahresdurchschnittstemperatur von etwa 19 °C. An die Stadt grenzen im Norden Floridablanca und Tona, im Westen Girón, im Osten Santa Bárbara und im Süden Guaca, Cepitá, Aratoca und Los Santos.

## Bevölkerung
Die Gemeinde Piedecuesta hat 163.362 Einwohner, von denen 134.608 im städtischen Teil der Gemeinde (cabecera municipal) leben. In der Metropolregion leben 1.160.243 Menschen (Stand: 2019).

## Wirtschaft
Der wichtigste Wirtschaftszweig von Piedecuesta ist die Landwirtschaft, insbesondere der Anbau von Mais, Erbsen, Weizen, Zwiebeln und Gemüse in den höheren Lagen und von Zuckerrohr, Tabak, Maniok und Tomaten in den tieferen Lagen. Zudem gibt es einen wichtigen Industriesektor. Traditionell war Piedecuesta für die Produktion von Milch und Honig bekannt, die aber durch die zunehmende Urbanisierung zurückgedrängt wurde.

## In Piedecuesta geboren
- Ramón Mantilla Duarte (1925–2009), Bischof von Garzón (1977–1985) und Ipiales (1985–1987), Apostolischer Vikar von Mocoa-Sibundoy (1971–1977)
- Rodolfo Hernández (1945–2024), Bauingenieur, Geschäftsmann und Politiker
- Yoreli Rincón (* 1993), Fußballspielerin